# Gastrolobium crassifolium
Gastrolobium crassifolium är en ärtväxtart som beskrevs av George Bentham. Gastrolobium crassifolium ingår i släktet Gastrolobium och familjen ärtväxter. Inga underarter finns listade i Catalogue of Life.